# RedBit Games
redBit Games è un'azienda italiana produttrice e sviluppatrice di videogiochi con sede a Roma. La compagnia è una delle più note software house indipendenti presenti in Italia per lo sviluppo di giochi su piattaforme mobile (smartphone e tablet) Android e iOS.
È nota anche all'estero per aver ottenuto oltre 70 milioni di download (2014) grazie al successo di alcuni casual game come Splashy Fish, di avventure come Haunted Manor e Haunted Manor 2 e il rompicapo Jelly Juice.
È anche una delle più note compagnie attive nello sviluppo di giochi su Facebook, e con Pocket Rush e Jelly Juice ha raggiunto diversi riconoscimenti su stampa italiana e internazionale.

## Storia
Fondata a Roma nel 2013, RedBit Games ha iniziato la produzione di videogiochi per il mercato Apple, raggiungendo immediato successo su App Store con l'uscita del suo primo titolo Haunted Manor - The Secret of the Lost Soul, primo in classifica sia nella versione gratuita che nella versione a pagamento. Successivamente la società inizierà lo sviluppo anche per dispositivi Android, sia Google che Amazon.
I videogiochi della società vengono pubblicati in tutto il mondo, ricevendo spesso un riconoscimento da Google e Apple con la pubblicazione dei titoli nelle vetrine dei rispettivi store di applicazioni Google Play Store e App Store.

## Videogiochi

### Casual game
- Splashy Fish (iOS, Android)
- Jumpy Jack (iOS, Android)
- RedBit Escape (iOS, Android)
- Galaxy Wars (iOS, Android)
- Impossible Lines (iOS, Android)
- Tap Galaxy (iOS, Android)
- Epic Clicker (iOS, Android)
- Bouncing Slime (iOS, Android)

### Giochi di guida
- Pocket Rush (iOS, Android)
- Fury Roads Survivor (iOS, Android)

### Avventure grafiche
- Haunted Manor - The Secret of the Lost Soul (iOS, Android)
- Haunted Manor 2 - The Horror behind the Mystery (iOS, Android)

### Rompicapo
- Jelly Juice (Facebook, iOS, Android)